# Copelatus parabaptus
Copelatus parabaptus är en skalbaggsart som beskrevs av Guignot 1955. Copelatus parabaptus ingår i släktet Copelatus och familjen dykare. Inga underarter finns listade i Catalogue of Life.